# سوغان لو (بيرانشهر)
سوغان‌ لو هي قرية في مقاطعة بيرانشهر، إيران. عدد سكان هذه القرية هو 598 في سنة 2006.